# Cinnamomum grandifolium
Cinnamomum grandifolium är en lagerväxtart som beskrevs av Cammerloher. Cinnamomum grandifolium ingår i släktet Cinnamomum och familjen lagerväxter. Inga underarter finns listade i Catalogue of Life.